# 呉醒亜
呉 醒亜（ご せいあ）は、中華民国の政治家。中国国民党（国民政府）に属した。

## 事績
中国同盟会に早くから参加する。その後も孫文の護法運動、中国国民党の北伐に参加した。国民革命軍では総司令部秘書、総政治訓練部顧問、第31軍政治訓練部主任などを歴任した。
1928年（民国17年）11月、安徽省政府委員に任命された。翌年5月には安徽省民政庁長となり、一時的に省政府主席も代理した（まもなく、石友三が主席に就任）。1930年（民国19年）2月、湖北省政府民政庁長に転じる。1931年（民国20年）5月まで、その地位にあった。
その後も、上海特別市党部常務委員兼社会局局長、全国経済委員会棉業統制委員会委員などを歴任している。1935年（民国24年）11月には、国民党第5期中央執行委員兼組織部委員に選出された。
1936年（民国27年）8月、死去。享年45。